# مخيم

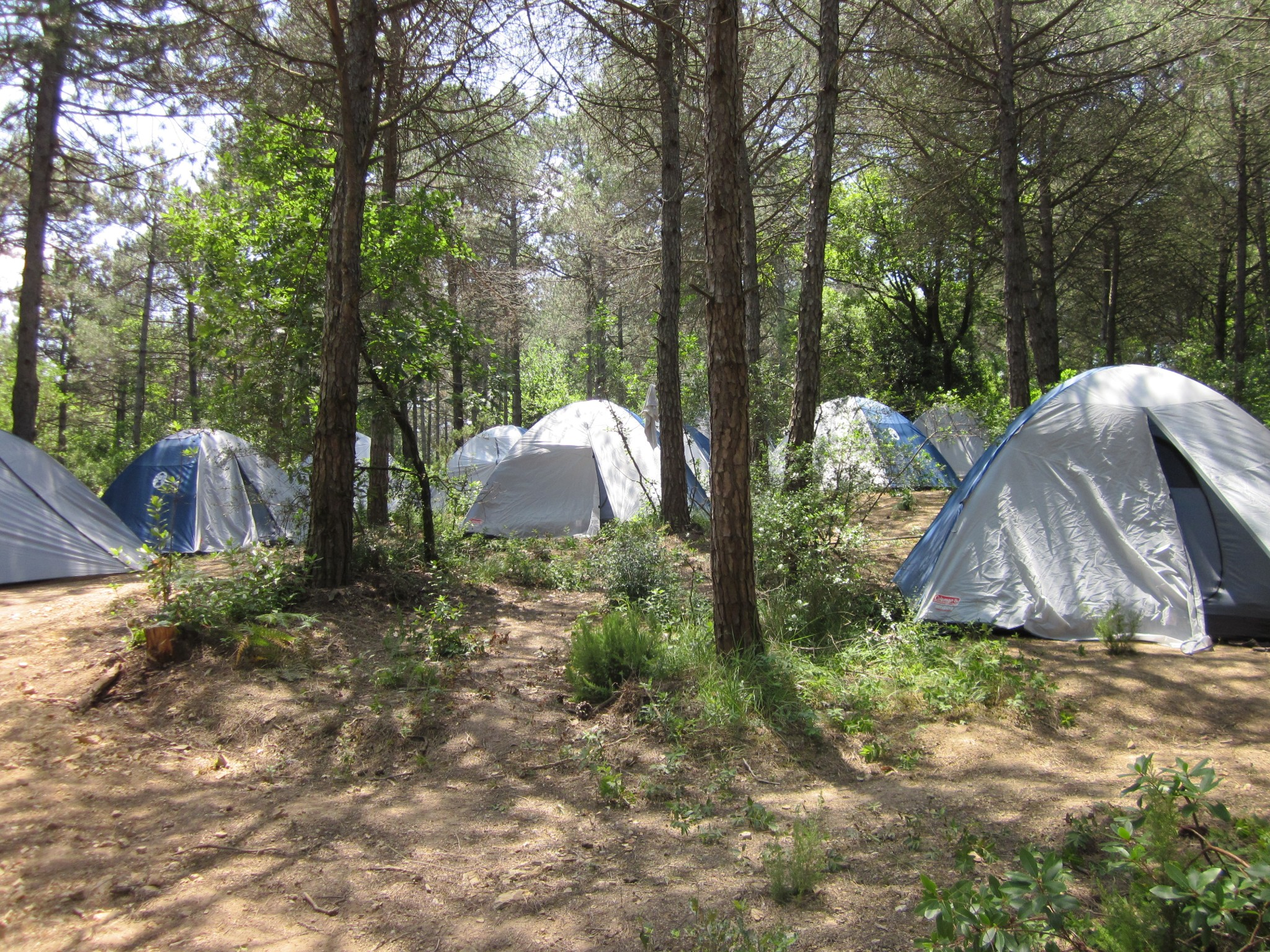
مخيم في الغابة

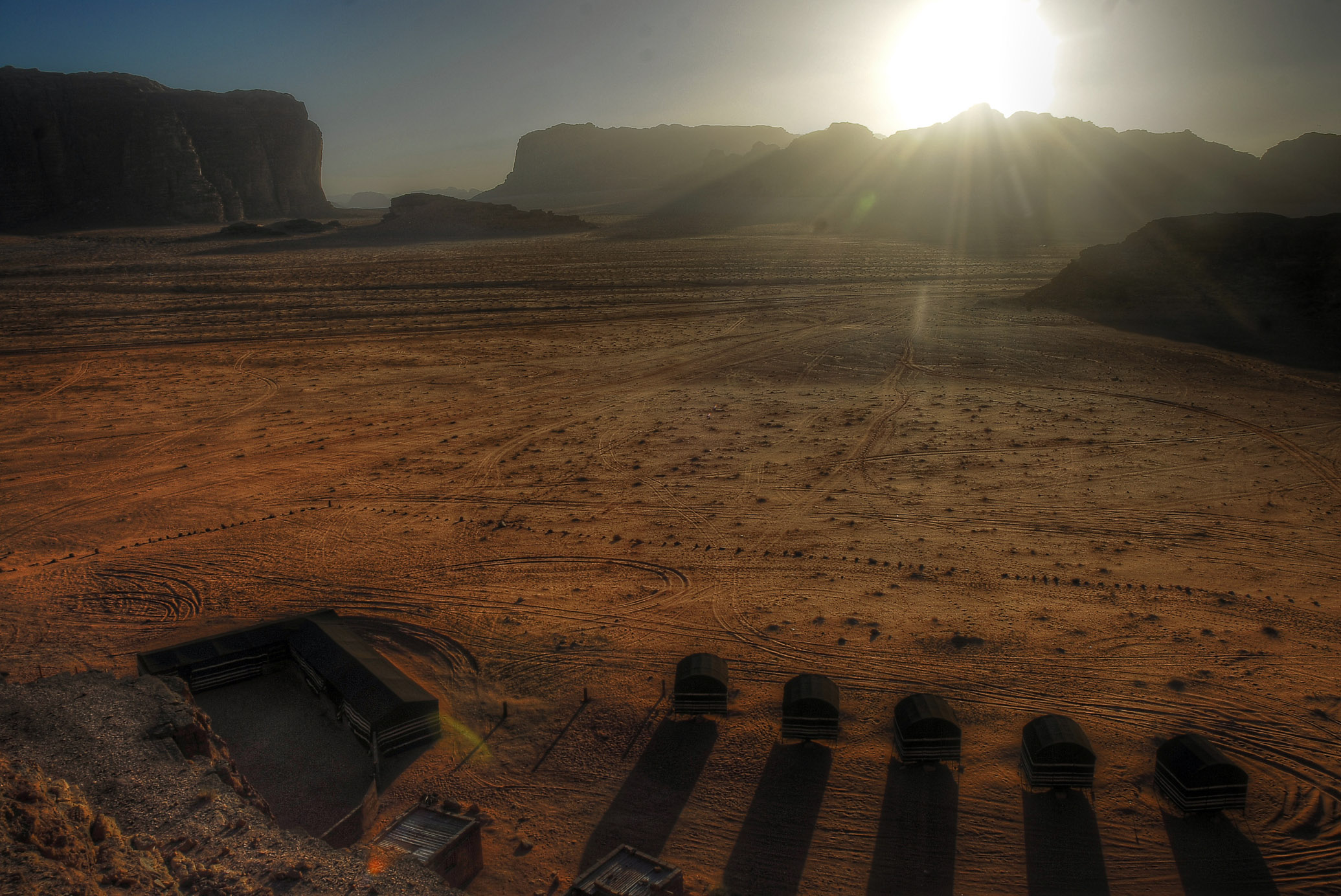
مخيم سائحين في رحلة سفاري بوادي رم الأردن

المخيم هو المكان التي تُنصب فيه الخيام بشكل مؤقت أو دائم. وينبغي اختيار أماكن إقامة المخيمات بعناية لأسباب عديدة. وقد يُقيمه الرحالة في البادية أو قد تُحدد له أماكن ثابتة مقننة.